# Peter Hauk
Peter Hauk, né le 24 décembre 1960 à Walldürn, est un homme politique allemand qui appartient à l'Union chrétienne-démocrate d'Allemagne (CDU). Depuis 2016, il est ministre du Milieu rural et de la Protection des consommateurs de Bade-Wurtemberg.
De 2016 à 2016, il est président du groupe CDU au Landtag du Bade-Wurtemberg.

## Biographie
En 1980, il obtient son Abitur à Amorbach, en Bavière, puis effectue pendant quinze mois son service militaire dans la Bundeswehr. Une fois celui-ci terminé, il entre à l'Université de Fribourg-en-Brisgau, dont il ressort avec un diplôme de sylviculture.
Il commence alors à travailler comme assistant de recherche sur l'aménagement du paysage à l'Institut des études forestières du Bade-Wurtemberg (FVA), puis effectue un stage dans l'administration régionale des forêts à Gundelsheim, Stuttgart et enfin Künzelsau. Il obtient son diplôme d'État de sylviculteur en 1989 et est aussitôt engagé comme gestionnaire des espaces forestiers à la direction des forêts de Lahr/Schwarzwald et Staufen, où il travaille pendant deux ans.
À partir de 1991, Peter Hauk occupe pendant huit ans le poste de directeur adjoint de l'office des forêts de Schöntal, avant d'être nommé chef de projet au FVA jusqu'en 2001 et d'être directeur de l'office régional des forêts d'Adelsheim jusqu'en 2005.

## Parcours politique

### Au sein de la CDU
Il est porté à la présidence de la Junge Union (JU), mouvement de jeunes de la CDU, de Walldürn en 1985 pour une période de quatre ans, et est élu président de la JU de l'arrondissement de Neckar-Odenwald deux ans plus tard et occupe ce poste jusqu'en 1995. Il entre au comité directeur du district de Karlsruhe en 1987 et y siège durant quatre ans.
Il est aujourd'hui membre du comité directeur de l'Union chrétienne-démocrate d'Allemagne de l'arrondissement de Neckar-Odenwald et de celui de Nordbaden, dont il est vice-président depuis 1993.

### Au sein des institutions
En 1984, il est élu à l'assemblée du quartier de Rippberg à Walldürn mais n'y effectue qu'un seul mandat de quatre ans. Il entre au Landtag du Bade-Wurtemberg en 1992, et prend la tête du groupe de travail du groupe de la CDU sur l'alimentation et l'agriculture quatre ans plus tard. À la suite des élections régionales de 1998, il devient vice-président du groupe chargé de l'environnement, des transports, du milieu rural et de l'agriculture.
Il est élu député à l'assemblée de l'arrondissement de Neckar-Odenwald en 1999 et y siège jusqu'en 2004.
L'année suivante, il se présente à l'élection du nouveau président du groupe CDU au Landtag, organisée afin remplacer Günther Oettinger, appelé à devenir peu après le nouveau Ministre-président du Bade-Wurtemberg. Battu par Stefan Mappus, Peter Hauk est nommé ministre de l'Alimentation et du Milieu rural le 29 avril 2005, puis est reconduit le 14 juin 2006.
Le 10 février 2010, à la suite de l'élection de Mappus comme Ministre-président, il se présente une nouvelle fois à la présidence du groupe CDU et obtient 43 voix sur 69 dès le premier tour. Toutefois, la composition du nouveau cabinet régional n'ayant été annoncée que le 24 février, il a été chargé de gérer les affaires courantes à la tête de son ministère.